# Кубок Ліхтенштейну з футболу 1987—1988
Кубок Ліхтенштейну з футболу 1987—1988 — 43-й розіграш кубкового футбольного турніру в Ліхтенштейні. Титул здобув Вадуц.

## Перший раунд
| Команда 1      | Рахунок         | Команда 2   |
| -------------- | --------------- | ----------- |
| Шан Аццуррі    | 0–9             | Бальцерс    |
| Трізенберг     | 5–2             | Вадуц-2     |
| Шан II         | 3–4             | Руггелль    |
| Трізен II      | 0–4             | Шан         |
| Ешен-Маурен II | 0–1             | Вадуц       |
| Бальцерс II    | 1–10            | Трізен II   |
| Трізенберг II  | 1–1 дч пен. 4–2 | Руггелль II |

Вільний від першого раунду Ешен-Маурен.

## 1/4 фіналу
| Команда 1     | Рахунок | Команда 2   |
| ------------- | ------- | ----------- |
| Трізенберг    | 6–3     | Трізен      |
| Руггелль      | 2–5     | Вадуц       |
| Шан Аццуррі   | 1–5     | Ешен-Маурен |
| Трізенберг II | 0–1     | Бальцерс    |

## 1/2 фіналу
| Команда 1  | Рахунок | Команда 2   |
| ---------- | ------- | ----------- |
| Бальцерс   | 0–1     | Вадуц       |
| Трізенберг | 2–4     | Ешен-Маурен |

## Фінал
| 12 травня 1988 |

| Вадуц | 4–2 | Ешен-Маурен |
| ----- | --- | ----------- |
|       |     |             |

|  |